# Coppa delle nazioni del Golfo 2010
La Coppa delle Nazioni del Golfo 2010, 20ª edizione del torneo, si è svolta in Yemen dal 22 novembre al 5 dicembre 2010. È stata vinta dal Kuwait.

## Squadre partecipanti
- Oman (detentori)
- Emirati Arabi Uniti
- Bahrein
- Iraq
- Kuwait
- Qatar
- Arabia Saudita
- Yemen (ospitante)

## Stadi
| Città | Nome             | Capacità | Anno Costruzione |
| ----- | ---------------- | -------- | ---------------- |
| Aden  | Stadio 22 maggio | 30,000   | 2003             |
| Abyan | Al-Wihda Stadium | 30,000   | 2010             |

## Fase a Gironi

### Gruppo A
| Team           | Pld | W | D | L | GF | GA | GD | Pts |
| -------------- | --- | - | - | - | -- | -- | -- | --- |
| Kuwait         | 3   | 2 | 1 | 0 | 4  | 0  | +4 | 7   |
| Arabia Saudita | 3   | 1 | 2 | 0 | 5  | 1  | +4 | 5   |
| Qatar          | 3   | 1 | 1 | 1 | 3  | 3  | 0  | 4   |
| Yemen          | 3   | 0 | 0 | 3 | 1  | 9  | -8 | 0   |

| Arbitro: | Fareed Ali Al Marzouqi |

|  |           |                                                              |
|  | Marcatori | 4’ Al-Muwallad 58’ Al-Shalhoub 72’ (pen.) Asiri 90’ Al-Saeed |

| Arbitro: | Abdullah Al Rashid |

|            |           |  |
| Nasser 28’ | Marcatori |  |

| Zinjibar 25 novembre 2010, ore 16:00 UTC+3 | Arabia Saudita | 0 – 0 | Kuwait | Al-Wihda Stadium\| Arbitro: \| Kengi Ogiya \| |
| Arbitro:                                   | Kengi Ogiya    |       |        |                                               |

| Arbitro: | Sabah Abid Iddan |

|                   |           |           |
| Al Marri 35’, 55’ | Marcatori | 17’ Akram |

| Arbitro: | Salah Mohammed Al Abassi |

|  |           |                                         |
|  | Marcatori | 18’ (pen.) Al Ataiqi 34’, 69’ Al-Mutawa |

| Arbitro: | Fareed Ali Al Marzouqi |

|               |           |                        |
| Al-Ghanim 84’ | Marcatori | 89’ (o.g.) Shami Zaher |

### Gruppo B
| Team                | Pld | W | D | L | GF | GA | GD | Pts |
| ------------------- | --- | - | - | - | -- | -- | -- | --- |
| Emirati Arabi Uniti | 3   | 1 | 2 | 0 | 3  | 1  | +2 | 5   |
| Iraq                | 3   | 1 | 2 | 0 | 3  | 2  | +1 | 5   |
| Oman                | 3   | 0 | 3 | 0 | 1  | 1  | 0  | 3   |
| Bahrein             | 3   | 0 | 1 | 2 | 4  | 7  | −3 | 1   |

| Arbitro: | Naser Al Enezi |

|              |           |                 |
| Al Hosni 37’ | Marcatori | 67’ Al Mishkhas |

| Aden 23 novembre 2010, ore 19:00 UTC+3 | Iraq                   | 0 – 0 referto | Emirati Arabi Uniti | May 22 Stadium\| Arbitro: \| Abdelrahman Al Qathani \| |
| Arbitro:                               | Abdelrahman Al Qathani |               |                     |                                                        |

| Aden 26 novembre 2010, ore 16:00 UTC+3 | Emirati Arabi Uniti  | 0 – 0 | Oman | May 22 Stadium\| Arbitro: \| Hamdy Raaban Shaaban \| |
| Arbitro:                               | Hamdy Raaban Shaaban |       |      |                                                      |

| Arbitro: | Khalaf Mohammad Allabany |

|                           |           |                                |
| Ayesh 44’ Abdullatif 90+’ | Marcatori | 24’, 54’ Abdul-Zahra 90’ Hawar |

| Zinjibar 29 novembre 2010, ore 19:00 UTC+3 | Oman          | 0 – 0 | Iraq | Al-Wihda Stadium\| Arbitro: \| Yasser Younis \| |
| Arbitro:                                   | Yasser Younis |       |      |                                                 |

| Arbitro: | Khamis Al Marry |

|                                  |           |            |
| Khater 4’ F. Juma 8’ A. Juma 64’ | Marcatori | 35’ Fatadi |

## Fase Finale

### Semi-finali
| Aden 2 dicembre 2010, ore 16:00 UTC+3                                                                                 | Kuwait               | 2 – 2                    | Iraq | May 22 Stadium |
| \| \| \| \| \| Al-Mutawa 1’ Al-Enezi 58’ \| Marcatori \| 6’ Hawar 14’ Abdul-Zahra \| \| \| Tiri di rigore 5 – 4 \| \| |                      |                          |      |                |
| |                      |                          |      |                |
| Al-Mutawa 1’ Al-Enezi 58’                                                                                             | Marcatori            | 6’ Hawar 14’ Abdul-Zahra |      |                |
| | Tiri di rigore 5 – 4 |                          |      |                |

| Arbitro: | Kengi Ogiya |

|  |           |           |
|  | Marcatori | 55’ Abbas |

#### Finale
| Arbitro: | Abdullah Al-Hurassi |

|                |           |  |
| Waleed Ali 93’ | Marcatori |  |

## Marcatori
3 goal
- Alaa Abdul-Zahra
- Badr Al-Mutawa

2 goal
- Hawar Mulla Mohammed
- Jaralla Al-Marri

1 goal
- Faouzi Mubarak Aaish
- Ismail Abdul-Latif
- Ibrahim Al-Mishkhas
- Abdulla Baba Fatadi
- Jarah Al-Ateeqi
- Yousef Nasser
- Hamad Al-Enezi
- Waleed Ali Jumah
- Imad Al-Hosni

1 goal
- Ibrahim Al-Ghanim
- Ahmad Abbas
- Osama Al-Muwallad
- Mohammad Al-Shalhoub
- Mohanad Aseri
- Mishaal Al-Saeed
- Subait Khater
- Fares Juma Al Saadi
- Ahmed Juma
- Akram Al-Worafi

Auto-goal goal
- Hamed Shami Zaher (per Arabia Saudita)